# Gloniopsis rocheana
Gloniopsis rocheana är en svampart som först beskrevs av Duby, och fick sitt nu gällande namn av Pier Andrea Saccardo 1883. Gloniopsis rocheana ingår i släktet Gloniopsis och familjen Hysteriaceae.   Inga underarter finns listade i Catalogue of Life.